# Niatiaga
El regne khassonké de Niatiaga fou un antic estat dels khassonkés situat al sud del regne de Logo i a l'est del Bambuk.
La població de la zona era malinké fins al començar el segle xix quan els peuls o fula del clan Diakhité de Gagny, que havien lluitat contra el regne bambara de Kaarta i s'havien refugiat a la zona, van prendre el poder. Els Diakhité havien format amplies aliances matrimonials amb els malinkés locals, i el seu cap Séga Mody (1810-1851), va aprofitar un conflicte menor entre malinkés per unes terres de pastura, i va conquerir Tinkin, la població principal i tot seguit va aconseguir la submissió de tot el país. Va rebutjar els atacs d'Hawa Demba Diallo, rei khassonké de Dembaya amb capital a Médine (1805-1830), va explotar agrícolament el territori i va establir la seva capital a Mansonna, deixant al seu germà Attiné Séga à Tinkin. Els seus fills, germans i nebots es van dispersar per crear noves poblacions agrícoles arreu. El 1851 el comandant francès de Bakel, de nom Rey, que va visitar la zona, va descriure un país ben cultivat amb bona producció de productes artesans, objectes de ferro, d'ossos o de corns que servien per intercanviar amb els veïns.
El 1851 va esclatar una crisi successòria: el successor Attiné Séga no fou reconegut pels seus nebots (fills de Mody) i va esclatar la guerra civil fins al triomf d'Hawa Sémounou, fill de Séga Mody. El 1854 es va iniciar al Bambuk la djihad d'al-Hadjdj Umar que va conquerir el país poc després

## Referència
- Sékéné Mody Cissoko, Le Khasso face à l'empire Toucouleur et à la France dans le Haut-Sénégal 1854-1890, édition l'Harmattan, Paris, 1988.